# 豊科駅
豊科駅（とよしなえき）は、長野県安曇野市豊科にある、東日本旅客鉄道（JR東日本）大糸線の駅である。駅番号は「34」。事務管コードは▲510608。
安曇野市の中心駅で特急列車も停車するが、乗車人員は穂高駅や明科駅のほうが多い。

## 歴史
- 1915年（大正4年）
  - 1月6日：信濃鉄道の松本市駅（現・北松本駅） - 当駅間が開通し、開業[3][4]。旅客・貨物の取扱を開始[8]。
  - 4月5日：南松本駅（鉄道院松本駅構内） - 北松本駅間が開通し[4]、貨物のみ連絡運輸を開始[3]。
- 1916年（大正5年）9月18日：南松本駅を松本駅に統合して共同使用駅化し、同駅経由での旅客連絡運輸を開始[4]。
- 1926年（大正15年）1月8日：信濃鉄道が全線電化し、旅客列車を電車化[4]。
- 1937年（昭和12年）6月1日：信濃鉄道の国有化[9]。
- 1957年（昭和32年）8月15日：中土駅 - 小滝駅間が開通して全線開通し、大糸線と改称[4]。
- 1960年（昭和35年）9月：松本駅 - 信濃大町駅間の貨物列車を電化[10]。
- 1984年（昭和59年）
  - 1月15日：貨物の取り扱いを廃止[8]。駅付近にある東洋紡績豊科工場へ専用線が続き、貨物輸送を行っていた[11]。
  - 2月1日：荷物の扱いを廃止[8]。
- 1987年（昭和62年）4月1日：国鉄分割民営化に伴い、東日本旅客鉄道（JR東日本）の駅となる[12]。
- 2006年（平成18年）3月27日：自動改札機を導入[13]。
- 2007年（平成19年）
  - 1月26日：待合室の新設に伴い、駅舎改良工事を開始[要出典]。
  - 2月26日：駅舎改良工事が終了[要出典]。
- 2010年（平成22年）3月：駅舎外観をスイス風に改装[1]。
- 2023年（令和5年）
  - 9月30日：みどりの窓口の営業を終了[5]。
  - 10月1日：話せる指定席券売機を導入[5]。
- 2025年（令和7年）3月15日：ICカード「Suica」の利用が可能となる[14][15]。東京近郊区間に編入される[14]。

## 駅構造
島式ホーム1面2線およびホームに面していない副本線を有する地上駅である。駅舎とホームは地下通路で連絡しておりホーム上に出入口が2つと駅舎側に1つある。エレベーターやエスカレーターは無いが係員に申し出れば車椅子用スロープの案内がある。
直営駅であり、管理駅として梓橋駅 - 安曇追分駅間の各駅を管理している。駅舎内には、Suica対応自動券売機、話せる指定席券売機、Suica対応自動改札機が設置されている。
ホーム上には高田博厚の『裸婦立像』が設置されている。また、駅前ロータリーにも高田博厚の作品があり、こちらは『手になる彫刻』となっている。

### のりば
| 番線 | 路線    | 方向 | 行先                       |
| ---- | ------- | ---- | -------------------------- |
| 1    | ■大糸線 | 上り | 松本・新宿方面             |
| 2    | ■大糸線 | 下り | 信濃大町・白馬・南小谷方面 |

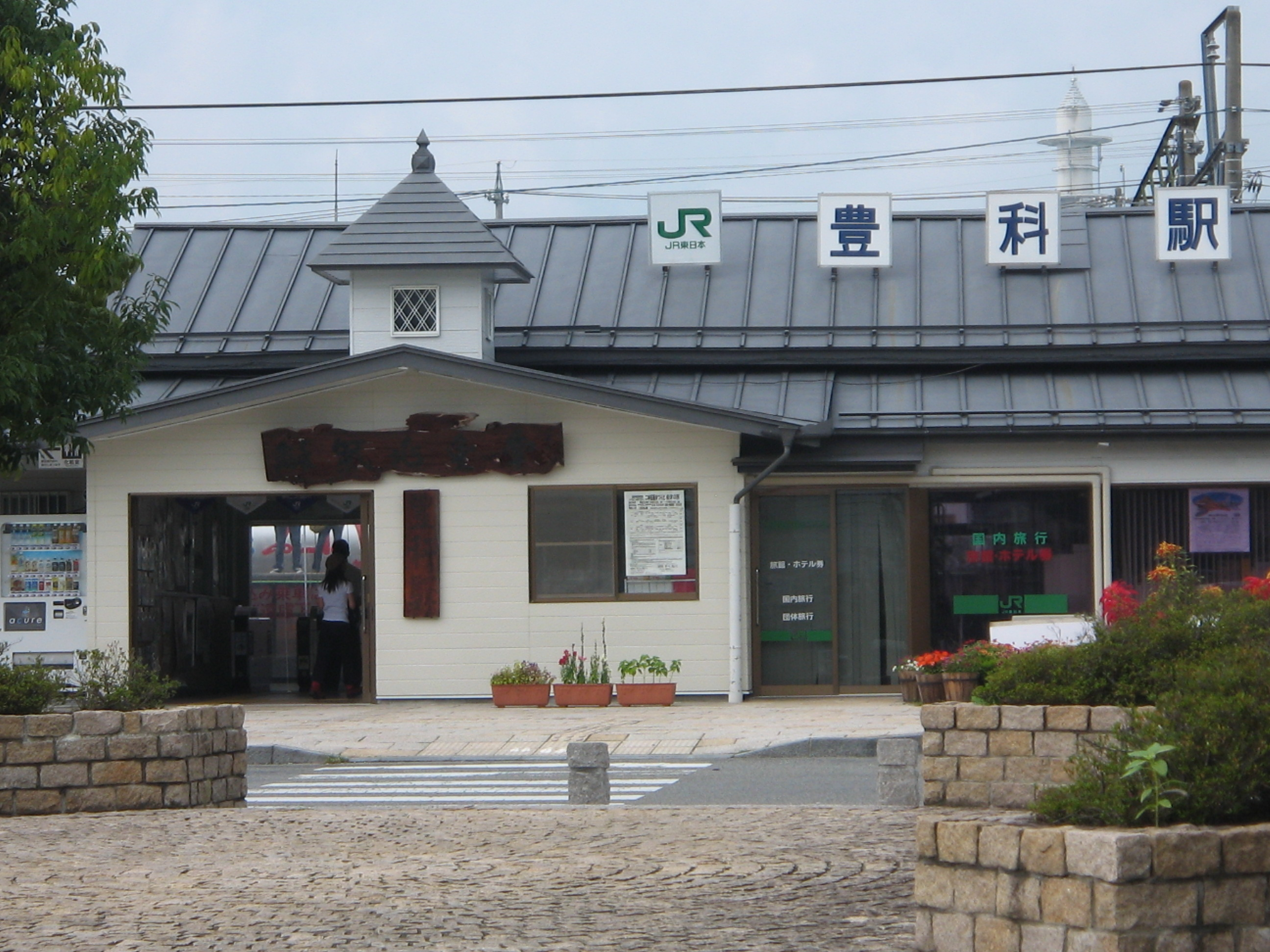
改装前の駅舎（2008年9月）
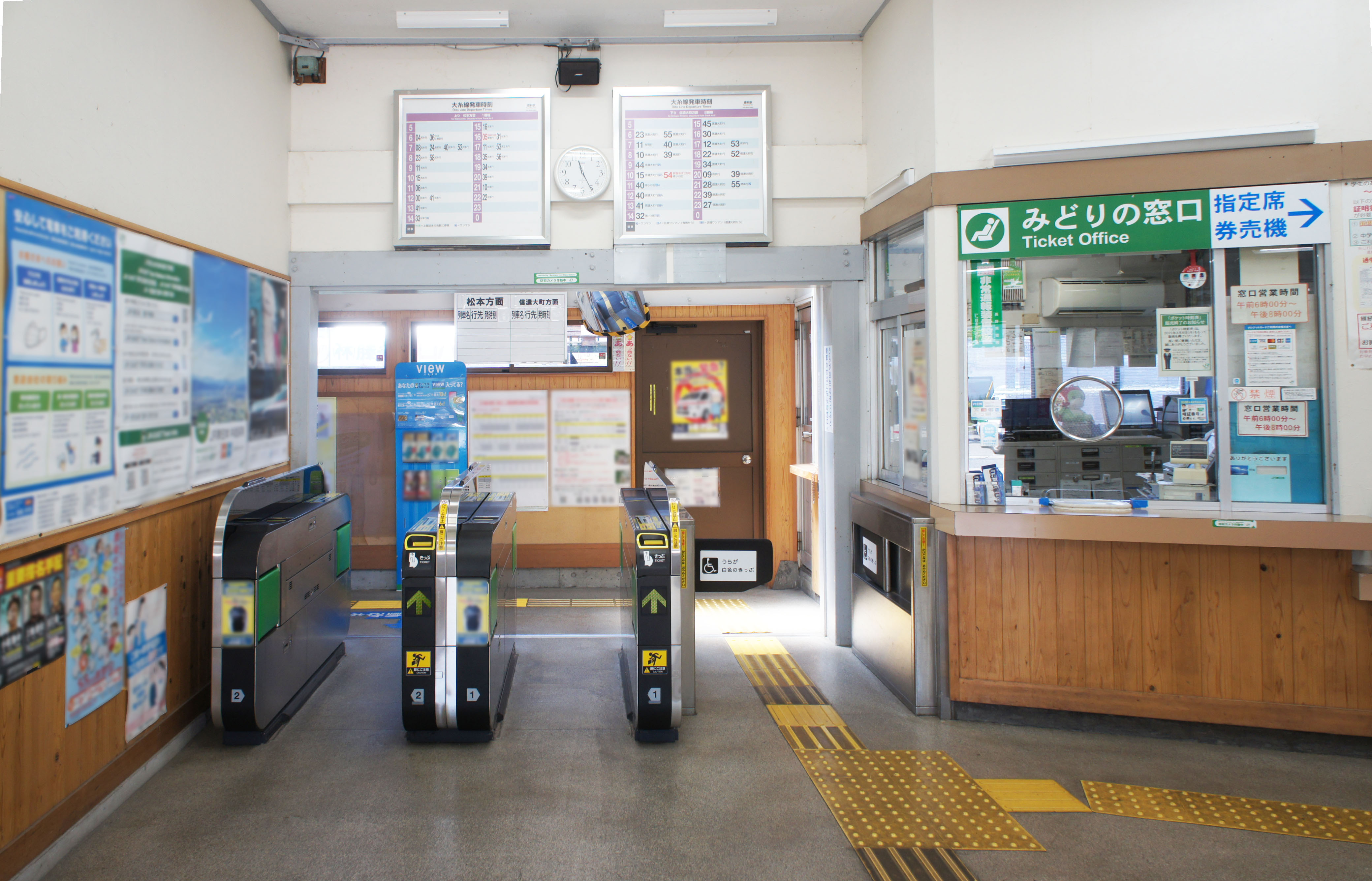
改札口（2021年8月）
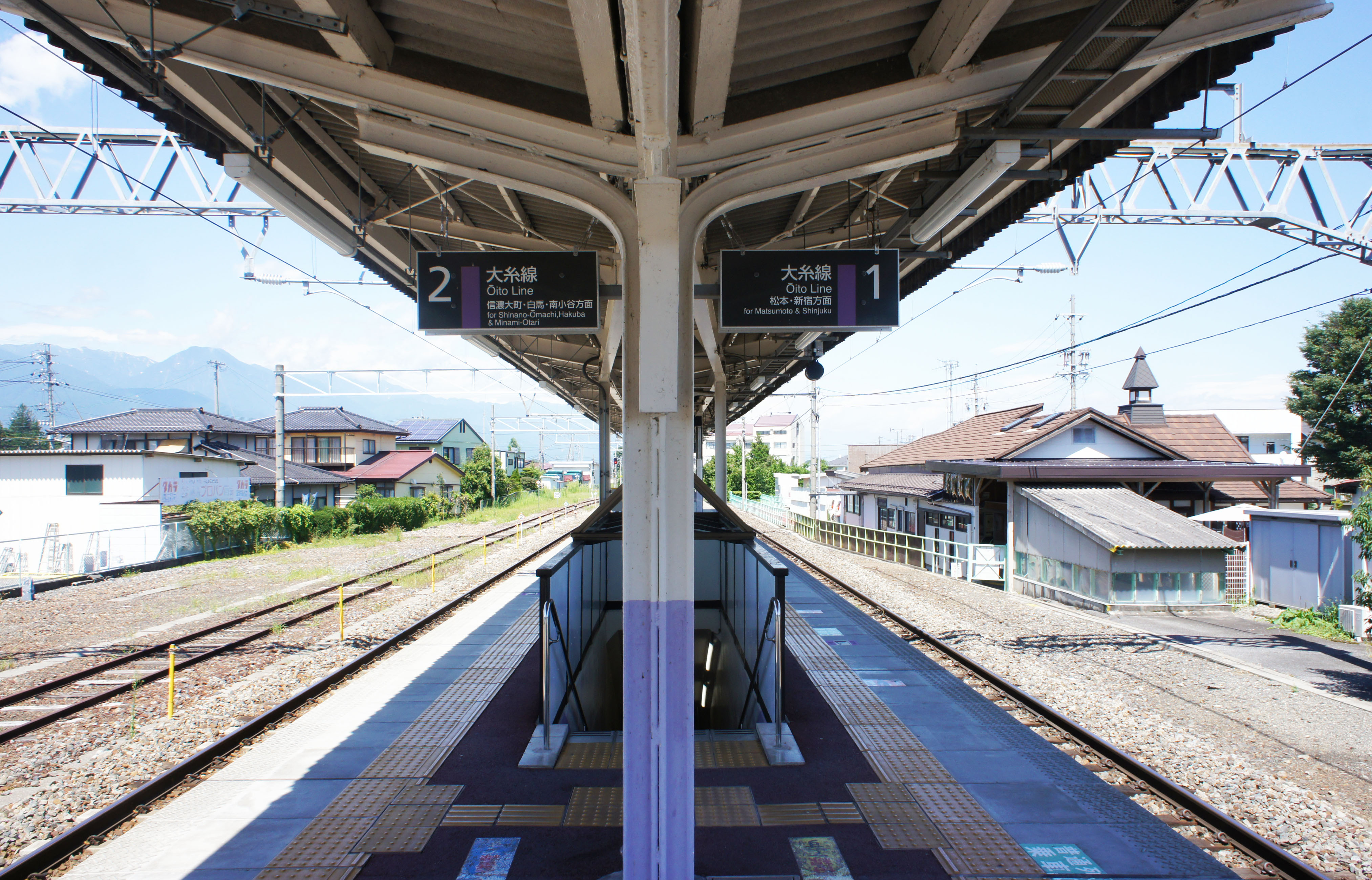
ホーム（2021年8月）

## 利用状況
JR東日本によると、2023年度（令和5年度）の1日平均乗車人員は813人である。
2000年度（平成12年度）以降の推移は以下のとおりである。
| 1日平均乗車人員推移 | 1日平均乗車人員推移 | 1日平均乗車人員推移 | 1日平均乗車人員推移 | 1日平均乗車人員推移 |
| 年度                | 定期外              | 定期                | 合計                | 出典                |
| ------------------- | ------------------- | ------------------- | ------------------- | ------------------- |
| 2000年（平成12年）  |                     |                     | 1,304               | [ 利用客数 2 ]      |
| 2001年（平成13年）  |                     |                     | 1,257               | [ 利用客数 3 ]      |
| 2002年（平成14年）  |                     |                     | 1,222               | [ 利用客数 4 ]      |
| 2003年（平成15年）  |                     |                     | 1,194               | [ 利用客数 5 ]      |
| 2004年（平成16年）  |                     |                     | 1,180               | [ 利用客数 6 ]      |
| 2005年（平成17年）  |                     |                     | 1,129               | [ 利用客数 7 ]      |
| 2006年（平成18年）  |                     |                     | 1,137               | [ 利用客数 8 ]      |
| 2007年（平成19年）  |                     |                     | 1,123               | [ 利用客数 9 ]      |
| 2008年（平成20年）  |                     |                     | 1,093               | [ 利用客数 10 ]     |
| 2009年（平成21年）  |                     |                     | 1,029               | [ 利用客数 11 ]     |
| 2010年（平成22年）  |                     |                     | 1,103               | [ 利用客数 12 ]     |
| 2011年（平成23年）  |                     |                     | 1,089               | [ 利用客数 13 ]     |
| 2012年（平成24年）  | 365                 | 681                 | 1,046               | [ 利用客数 14 ]     |
| 2013年（平成25年）  | 356                 | 650                 | 1,006               | [ 利用客数 15 ]     |
| 2014年（平成26年）  | 323                 | 590                 | 914                 | [ 利用客数 16 ]     |
| 2015年（平成27年）  | 326                 | 613                 | 940                 | [ 利用客数 17 ]     |
| 2016年（平成28年）  | 335                 | 611                 | 947                 | [ 利用客数 18 ]     |
| 2017年（平成29年）  | 341                 | 623                 | 964                 | [ 利用客数 19 ]     |
| 2018年（平成30年）  | 337                 | 637                 | 974                 | [ 利用客数 20 ]     |
| 2019年（令和元年）  | 315                 | 608                 | 924                 | [ 利用客数 21 ]     |
| 2020年（令和02年）  | 169                 | 521                 | 691                 | [ 利用客数 22 ]     |
| 2021年（令和03年）  | 183                 | 529                 | 712                 | [ 利用客数 23 ]     |
| 2022年（令和04年）  | 221                 | 532                 | 754                 | [ 利用客数 24 ]     |
| 2023年（令和05年）  | 257                 | 556                 | 813                 | [ 利用客数 1 ]      |

一日平均乗車人員（単位：人/日）

## 駅周辺
駅周辺は合併によって誕生した安曇野市の中心部。住宅が多い。駅前ロータリーと駅構内ホーム上に高田博厚の作品像が展示されている。
- 安曇野市役所本庁[1]
  - 安曇野市豊科総合支所（旧・豊科町役場）
  - 安曇野市堀金総合支所（旧・堀金村役場、当駅からタクシーで10分）
- 国営アルプスあづみの公園（堀金・穂高地区） - 約6 km
- 新田堰
- 東洋紡績
- 長野県安曇野庁舎
- 安曇野警察署[1]
- 豊科郵便局
- 松本広域消防局豊科消防署
- 法蔵寺
- 豊科公園
- 豊科病院
- 豊科武道館
- 豊科勤労者総合スポーツ施設
- 防災広場
- JAあづみ
- 国道147号
- 成相新田宿
- 一乗寺
- 長野自動車道 安曇野インターチェンジ
- 安曇野スイス村
- 安曇野市豊科郷土博物館
- 安曇野市豊科近代美術館[1]
- 安曇野赤十字病院[1]
- イオン豊科店
- VAIO株式会社
- ホテルルートインコート安曇野豊科駅南
- デリシア豊科店
- マル井
- 安曇野市バス「豊科駅前」停留所[17]

## 隣の駅
東日本旅客鉄道（JR東日本）
■大糸線
- 特急「あずさ」・「はくば」停車駅

□快速（上り1本のみ運転）・■普通 
南豊科駅 (35) - 豊科駅 (34) - 柏矢町駅 (33)

### 記事本文
1. 1 2 3 4 5 6 7 8 9 10 11 12 13  信濃毎日新聞社出版部『長野県鉄道全駅 増補改訂版』信濃毎日新聞社、2011年7月24日、99頁。ISBN 9784784071647。
2. 1 2  『大糸線に「駅ナンバー」を導入します』（PDF）（プレスリリース）東日本旅客鉄道長野支社、2016年12月7日。オリジナルの2016年12月8日時点におけるアーカイブ。2016年12月8日閲覧。
3. 1 2 3  松本市史編さん室 『松本市史 第二巻歴史編Ⅲ近代』 松本市、1995年11月30日。
4. 1 2 3 4 5 6  『東筑摩郡松本市塩尻市誌 第三巻 現代下』 東筑摩郡・松本市・塩尻市郷土資料編纂会、1965年。
5. 1 2 3 4  “駅の情報（豊科駅）：JR東日本”.   東日本旅客鉄道. 2023年9月8日時点のオリジナルよりアーカイブ。2023年9月8日閲覧。
6. ↑  日本国有鉄道旅客局(1984)『鉄道・航路旅客運賃・料金算出表 昭和59年4月20日現行』。
7. ↑  各駅の乗車人員JR東日本
8. 1 2 3  石野哲 編『停車場変遷大事典 国鉄・JR編 II』（初版）JTB、1998年10月1日、208頁。ISBN 978-4-533-02980-6。
9. ↑  大町市史編纂委員会 『大町市史 第四巻 近代・現代』 大町市、1985年9月1日。
10. ↑  大町市史編纂委員会 『大町市史 第五巻 民俗・観光』 大町市、1984年7月1日。
11. ↑  長野鉄道管理局 編『写真でつづる長野鉄道管理局の歩み』長野鉄道管理局、1987年3月10日、356頁。
12. ↑  『交通年鑑 昭和63年版』 交通協力会、1988年3月。
13. ↑  「JR信濃大町・豊科両駅 自動改札機、設置へ 大糸線で初導入」『信濃毎日新聞』信濃毎日新聞社、2006年3月23日、朝刊、17面。
14. 1 2  『2025年3月15日（土）長野県のSuica利用がますます便利になります』（PDF）（プレスリリース）東日本旅客鉄道長野支社、2024年12月13日。オリジナルの2024年12月13日時点におけるアーカイブ。2024年12月16日閲覧。
15. ↑  『長野県におけるSuicaご利用駅の拡大について』（PDF）（プレスリリース）東日本旅客鉄道長野支社、2023年6月20日。オリジナルの2023年6月20日時点におけるアーカイブ。2023年6月20日閲覧。
16. 1 2  “JR東日本：駅構内図・バリアフリー情報（豊科駅）”.   東日本旅客鉄道. 2025年5月15日閲覧。
17. ↑  “市バス（定時定路線）路線図　＜豊科駅・田沢駅路線＞” (PDF). ☆★定時定路線　ご利用案内（令和7年3月15日改正）★☆ - 安曇野市公式ホームページ.   安曇野市 (2025年3月15日). 2025年5月15日閲覧。

### 利用状況
1. 1 2  各駅の乗車人員（2023年度） - JR東日本
2. ↑  各駅の乗車人員（2000年度） - JR東日本
3. ↑  各駅の乗車人員（2001年度） - JR東日本
4. ↑  各駅の乗車人員（2002年度） - JR東日本
5. ↑  各駅の乗車人員（2003年度） - JR東日本
6. ↑  各駅の乗車人員（2004年度） - JR東日本
7. ↑  各駅の乗車人員（2005年度） - JR東日本
8. ↑  各駅の乗車人員（2006年度） - JR東日本
9. ↑  各駅の乗車人員（2007年度） - JR東日本
10. ↑  各駅の乗車人員（2008年度） - JR東日本
11. ↑  各駅の乗車人員（2009年度） - JR東日本
12. ↑  各駅の乗車人員（2010年度） - JR東日本
13. ↑  各駅の乗車人員（2011年度） - JR東日本
14. ↑  各駅の乗車人員（2012年度） - JR東日本
15. ↑  各駅の乗車人員（2013年度） - JR東日本
16. ↑  各駅の乗車人員（2014年度） - JR東日本
17. ↑  各駅の乗車人員（2015年度） - JR東日本
18. ↑  各駅の乗車人員（2016年度） - JR東日本
19. ↑  各駅の乗車人員（2017年度） - JR東日本
20. ↑  各駅の乗車人員（2018年度） - JR東日本
21. ↑  各駅の乗車人員（2019年度） - JR東日本
22. ↑  各駅の乗車人員（2020年度） - JR東日本
23. ↑  各駅の乗車人員（2021年度） - JR東日本
24. ↑  各駅の乗車人員（2022年度） - JR東日本